# San José el Rodeo
San José el Rodeo är en ort i Mexiko.   Den ligger i kommunen Ahuatlán och delstaten Puebla, i den sydöstra delen av landet, 130 km sydost om huvudstaden Mexico City. San José el Rodeo ligger 1 286 meter över havet och antalet invånare är 178.
Terrängen runt San José el Rodeo är kuperad västerut, men österut är den platt. Runt San José el Rodeo är det ganska tätbefolkat, med 134 invånare per kvadratkilometer. Närmaste större samhälle är San Sebastián Tenango, 11,8 km nordost om San José el Rodeo. I omgivningarna runt San José el Rodeo växer huvudsakligen savannskog.